# Liste der Nationalstraßen in China
Die Nationalstraßen Chinas (chinesisch 國道 / 国道, Pinyin Guódào, englisch National Highway – „Nationalstraße“) sind Fernstraßen, auf denen eine allgemeine Geschwindigkeitsbegrenzung von 100 km/h gilt und die anders als die Autobahnen in China meist mautfrei sind. Die Nummerierung beginnt mit dem Buchstaben G, gefolgt von drei Ziffern, z. B. G318. Das G steht für guójiā – 國家 / 国家, also Nation oder national.
Die Nummerierung stellt sich wie folgt dar:
- Fünf Nord-Süd- und sieben Ost-West-Hauptrouten wurden bislang mit der Null und zwei Ziffern bezeichnet (z. B. G010), diese sind nun jedoch als Autobahnen bezeichnet (z. B. G15).
- Bis auf die Straße G112, die in Tianjin beginnt, beginnen alle Nationalstraßen der 100-er Reihe (z. B. G102, G106) in der Hauptstadt Peking und führen von dort in alle Richtungen.
- Nationalstraßen der 200-er Reihe führen von Nord nach Süd.
- Nationalstraßen der 300-er Reihe führen von Ost nach West.

## Liste aller chinesischen Nationalstraßen

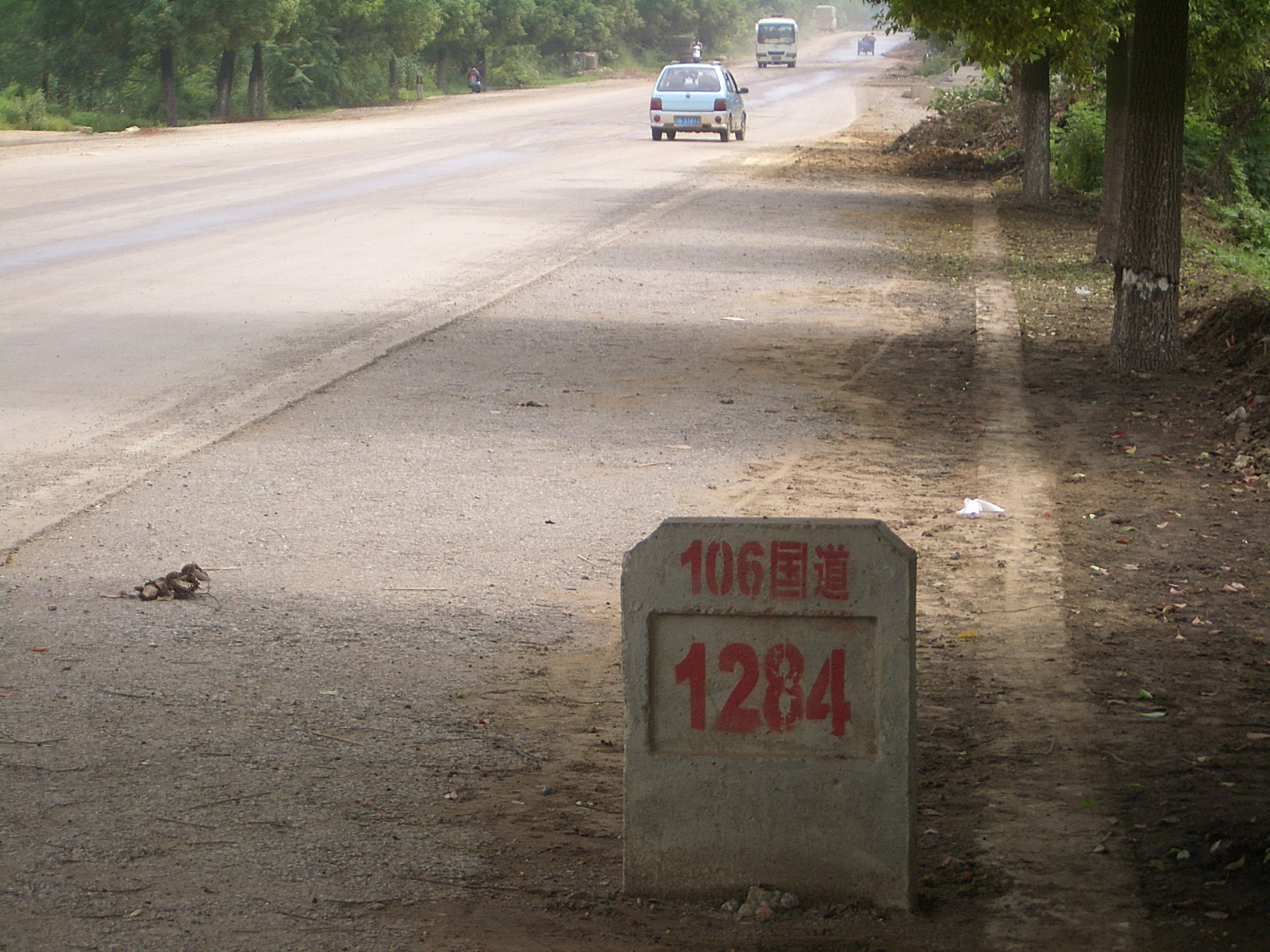
Typischer Kilometerstein von Peking aus gezählt an der G106

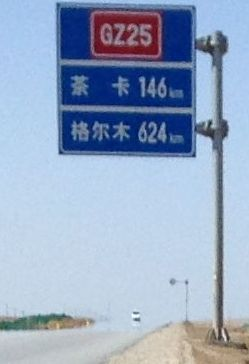
Straßennummernschild an der G109/GZ25 am Qinghai-See

### Bisherige 000er Reihe
Hinweise:
- Die 000er Reihe der Nationalstraßen wies fünf Nord-Süd-Verbindungen und sieben Ost-West-Verbindungen auf. Straßen, die auf „0“ endeten, waren Nord-Süd- und solche, die auf „5“ endeten, Ost-West-Routen.
- Diese Straßen werden nun als Autobahn geführt und haben somit eine neue Bezeichnung.
- Wo Straßen mit G0xx-Nummern durch Autobahnen ersetzt wurden, werden auf den Schildern neben den neuen Gxxx-Nummern Nummern mit dem Format GZxx verwendet. So ist z. B. die G109 (alte G025) mindestens in der Provinz Qinghai als GZ25 ausgeschildert.

Bisherige Nummerierung:
- G010: Tongjiang (Heilongjiang) – Sanya (Hainan), 5.700 km, auch bekannt als Tongsan Expressway, nun Teil von G11 und G15
- G015: Suifenhe (Heilongjiang) – Manjur (Innere Mongolei), 1.200 km, auch bekannt als Suiman Expressway, nun G10
- G020: Peking – Fuzhou (Fujian), 2.540 km, auch bekannt als Jingfu Expressway, nun G3
- G025: Dandong (Liaoning) – Lhasa (Tibet), 4.590 km, auch bekannt als Danla Expressway, nun G6, teilweise ausgeschildert als GZ25
- G030: Peking – Zhuhai (Guangdong), 2.310 km, auch bekannt als Jingzhu Expressway, nun größtenteils G4
- G035: Qingdao (Shandong) – Yinchuan (Ningxia), 1.610 km, auch bekannt als Qingyin Expressway, nun G20
- G040: Eren Hot (Innere Mongolei) – Hekou (Yunnan), 3.610 km, auch bekannt als Erhe Expressway
- G045: Lianyungang (Jiangsu) – Korgas (Xinjiang), 3.980 km, auch bekannt als Lianhuo Expressway, nun G30
- G050: Chongqing – Zhanjiang (Guangdong), 1.430 km, auch bekannt als Yuzhan Expressway, nun Teil von G15 und G75
- G055: Shanghai – Chengdu (Sichuan), 2.970 km, auch bekannt als Hurong Expressway, nun G42
- G065: Shanghai – Ruili (Yunnan), 4.090 km, auch bekannt als Hurui Expressway, nun Teil der G56
- G075: Hengyang (Hunan) – Kunming (Yunnan), 1.980 km, auch bekannt als Hengkun Expressway, nun Teil von G72 und G80

### 100er Reihe
- G101: Peking – Shenyang (Liaoning), 909 km
- G102: Peking – Heixiazi Dao, Fuyuan (Heilongjiang), 1.297 km
- G103: Peking – Binhai (Tianjin), 149 km, die kürzeste chinesische Nationalstraße
- G104: Peking – Pingtan (Fujian), 2.420 km
- G105: Peking – Macau, 2.717 km
- G106: Peking – Guangzhou (Guangdong), 2.466 km
- G107: Peking – Hongkong, 2.698 km
- G108: Peking – Kunming (Yunnan), 3.356 km
- G109: Peking – Lhasa (Tibet), 3.901 km, die längste von Peking ausgehende Nationalstraße
- G110: Peking – Qingtongxia (Ningxia), 1.357 km
- G111: Peking – Mohe (Heilongjiang, grenzt an Russland), 2.123 km
- G112: Bazhou – Gaobeidian – Xuanhua – Fengning – Tangshan – Tianjin – Bazhou (Straßenring), 1.228 km

### 200er Reihe
- G201: Hegang (Heilongjiang) – Dalian (Liaoning), 1.946 km
- G202: Heihe (Heilongjiang) – Dalian (Liaoning), 1.818 km
- G203: Suihua (Heilongjiang) – Shenyang (Liaoning), 720 km
- G204: Yantai (Shandong) – Shanghai, 1.031 km
- G205: Shanhaiguan (Hebei) – Shenzhen (Guangdong), 3.160 km
- G206: Weihai (Shandong) – Shantou (Guangdong), 2.302 km
- G207: Ulanhot (Innere Mongolei) – Hai’an (Guangdong), 3.738 km, die längste Nord-Süd-Nationalstraße in China
- G208: Eren Hot (Innere Mongolei) – Xichuan (Henan), 990 km
- G209: Linkes Sonid-Banner (Innere Mongolei) – Beihai (Guangxi), 3.435 km
- G210: Mandula (Innere Mongolei, grenzt an Mongolei) – Fangchenggang (Guangxi), 3.097 km
- G211: Yinchuan (Ningxia) – Rongjiang (Guizhou), 645 km
- G212: Lanzhou (Gansu) – Longbang (Guangxi, grenzt an Vietnam), 1.195 km
- G213: Ceke (Innere Mongolei, grenzt an Mongolei) – Mohan (Yunnan, grenzt an Laos), 2.827 km
- G214: Xining (Qinghai) – Lancang (Yunnan), 3.345 km
- G215: Mazongshan (Gansu, grenzt an Mongolei) – Ning’er (Yunnan), 591 km
- G216: Hongshanzui (Xinjiang, grenzt an Mongolei) – Gyirong (Tibet, grenzt an Nepal), 853 km
- G217: Altay (Xinjiang) – Taschkorgan (Xinjiang), 1.753 km
- G218: Korgas (Xinjiang, grenzt an Kasachstan) – Qakilik (Xinjiang), 1.073 km
- G219: Kanasi (Xinjiang) – Dongxing (Guangxi), 2.279 km
- G220: Dongying (Shandong) – Shenzhen (Guangdong), 570 km
- G221: Tongjiang (Heilongjiang) – Harbin (Heilongjiang), 662 km
- G222: Jiayin (Heilongjiang, grenzt an Russland) – Linjiang (Heilongjiang), 358 km
- G223: Haikou (Hainan) – Ost-Sanya (Hainan), 320 km
- G224: Haikou (Hainan) – Zentral-Sanya (Hainan), 293 km, die kürzeste Nord-Süd-Nationalstraße in China
- G225: Haikou (Hainan) – West-Sanya (Hainan), 427 km
- G226: Chuxiong (Yunnan) – Mojiang (Yunnan), Pläne aufgegeben
- G227: Zhangye (Gansu) – Menglian (Qinghai, grenzt an Myanmar), 338 km
- G228: Dandong (Liaoning) – Dongxing (Guangxi)
- G229: Raohe (Heilongjiang) – Gaizhou (Liaoning)
- G230: Tonghua (Jilin) – Wuhan (Hubei)
- G231: Nenjiang (Heilongjiang) – Shuangliao (Jilin)
- G232: Boketu, Yakeshi (Innere Mongolei) – Siping (Jilin)
- G233: Hexigten (Innere Mongolei) – Huangshan (Hubei)
- G234: Xinglong (Hebei) – Yangjiang (Guangdong)
- G235: Xinyi (Jiangsu) – Haifeng (Guangdong)
- G236: Wuhu (Jiangsu) – Zhelang, Shanwei (Guangdong)
- G237: Jining (Shandong) – Ningde (Fujian)
- G238: Nanchang (Jiangxi) – Huilai (Guangdong)
- G239: Sanggendalai, Zhenglan-Banner (Innere Mongolei) – Yangquan (Shanxi)
- G240: Baoding (Hebei) – Taishan (Guangdong)
- G241: Horinger, Hohhot (Innere Mongolei) – Beihai (Guangxi)
- G242: Ganqimaodu (Innere Mongolei, grenzt an Mongolei) – Hafen Qinzhou (Guangxi)
- G243: Kai (Chongqing) – Pingxiang (Guangxi)
- G244: Wuhai (Innere Mongolei) – Jiangjin (Chongqing)
- G245: Bazhong (Sichuan) – Lüchun (Yunnan)
- G246: Suining (Sichuan) – Malipo (Yunnan)
- G247: Jingtai (Gansu) – Zhaotong (Yunnan)
- G248: Lanzhou (Gansu) – Maguan (Yunnan)

### 300er Reihe
- G301: Suifenhe (Heilongjiang) – Manjur (Innere Mongolei, grenzt an Russland), 1.680 km
- G302: Fangchuan, Hunchun (Jilin) – Arxan (Innere Mongolei), 1.028 km
- G303: Ji’an (Jilin) – Abag-Banner (Innere Mongolei), 1.263 km
- G304: Dandong (Liaoning) – Holin Gol (Innere Mongolei), 889 km
- G305: Zhuanghe (Liaoning) – Bayanhua, Westliches Ujimqin-Banner (Innere Mongolei), 816 km
- G306: Hafen Suizhong (Liaoning) – Zhuengadabuqi (Innere Mongolei, grenzt an Mongolei), 480 km
- G307: Hafen Huanghua (Hebei) – Shandan (Gansu), 1.351 km
- G308: Wendeng (Shandong) – Shijiazhuang (Hebei), 786 km
- G309: Qingdao (Shandong) – Lanzhou (Gansu), 2.372 km
- G310: Lianyungang (Jiangsu) – Gonghe (Qinghai), 1.395 km
- G311: Lianyun, Lianyungang (Jiangsu) – Luanchuan (Henan), 738 km
- G312: Shanghai – Korgas (Xinjiang, grenzt an Kasachstan), 4.967 km
- G313: Guazhou (Gansu) – Qakilik (Xinjiang), 821 km, nicht mehr verwendet
- G314: Ürümqi (Xinjiang) – Kunjirap (Xinjiang, grenzt an Pakistan), 1.948 km, darauf verläuft der chinesische Teil des Karakorum Highway
- G315: Xining (Qinghai) – Torugart (Xinjiang, grenzt an Kirgisistan), 3.048 km
- G316: Zhanggang, Changle (Fujian) – Tongren (Qinghai), 2.678 km
- G317: Chengdu (Sichuan) – Gar (Tibet), 2.028 km
- G318: Minhang, Shanghai – Nyalam (Tibet, grenzt an Nepal), 5.334 km, die längste Ost-West-Nationalstraße in China
- G319: Kaohsiung (Taiwan) – Chengdu (Sichuan), 3.027 km
- G320: Shanghai – Ruili (Yunnan), 3.748 km
- G321: Guangzhou (Guangdong) – Chengdu (Sichuan), 2.168 km
- G322: Rui’an (Zhejiang) – Youyiguan (Guangxi, grenzt an Vietnam), 1.119 km
- G323: Ruijin (Jiangxi) – Qingshuihe (Yunnan, grenzt an Myanmar), 2.926 km
- G324: Fuzhou (Fujian) – Kunming (Yunnan), 2.583 km
- G325: Guangzhou (Guangdong) – Nanning (Guangxi), 831 km
- G326: Xiushan (Chongqing) – Hekou (Yunnan, grenzt an Vietnam), 1.674 km
- G327: Lianyungang (Jiangsu) – Guyuan (Ningxia), 421 km
- G328: Yinyang, Qidong (Jiangsu) – Laohekou (Hubei), 224 km, die kürzeste Ost-West-Nationalstraße in China
- G329: Putuo, Zhoushan (Zhejiang) – Lushan (Henan), 292 km
- G330: Dongtou (Zhejiang) – Feixi, Hefei (Anhui), 331 km
- G331: Dandong (Liaoning) – Aheitubieke, Altay (Xinjiang, grenzt an Kasachstan)
- G332: Luobei (Heilongjiang, grenzt an Russland) – Ebuduge (Innere Mongolei, grenzt an Mongolei)
- G333: Sanhe (Jilin, grenzt an Nordkorea) – Morin Dawa (Innere Mongolei)
- G334: Kaishantun, Longjing (Jilin, grenzt an Nordkorea) – Östliches Ujimqin-Banner (Innere Mongolei)
- G335: Chengde (Hebei) – Baketu, Tacheng (Xinjiang, grenzt an Kasachstan)
- G336: Binhai, Tianjin – Shenmu (Shaanxi)
- G337: Hafen Huanghua (Hebei) – Yulin (Shaanxi)
- G338: Haixing (Hebei) – Têmqên (Qinghai)
- G339: Hafen Binzhou (Shandong) – Yulin (Shaanxi)
- G340: Hafen Dongying (Shandong) – Zichang (Shaanxi)
- G341: Huangdao (Shandong) – Haiyan (Qinghai)
- G342: Hafen Rizhao (Shandong) – Feng (Shaanxi)
- G343: Dafeng (Jiangsu) – Lushi (Henan)
- G344: Dongtai (Jiangsu) – Lingwu (Ningxia)
- G345: Yinyang, Qidong (Jiangsu) – Nagqu (Tibet)
- G346: Shanghai – Ankang (Shaanxi)
- G347: Nanjing (Jiangsu) – Delhi (Qinghai)
- G348: Wuhan (Hubei) – Dali (Yunnan)
- G349: Markam (Tibet) – Saga (Tibet)
- G350: Lichuan (Chongqing) – Luhuo (Sichuan)
- G351: Hafen Taizhou (Zhejiang) – Dawei, Xiaojin (Sichuan)
- G352: Zhangjiajie (Hunan) – Qiaojia (Yunnan)
- G353: Ningde (Fujian) – Dulongjiang, Gongshan (Yunnan)
- G354: Nanchang (Jiangxi) – Xingyi (Guizhou)
- G355: Fuzhou (Fujian) – Bama (Guangxi)
- G356: Meizhou (Fujian) – Xichang (Sichuan)
- G357: Dongshan (Fujian) – Lushui (Yunnan)
- G358: Shishi (Fujian) – Shuikou (Guangxi, grenzt an Vietnam)
- G359: Foshan (Guangdong) – Funing (Yunnan)
- G360: Longlou, Wenchang (Hainan) – Lingao (Hainan)
- G361: Lingshui (Hainan) – Changhua, Changjiang (Hainan)

### 500/600/700er Reihe
- G501: Jixian (Heilongjiang) – Dangbi (Heilongjiang, grenzt an Russland)
- G502: Kedong (Heilongjiang) – Qiqihar (Heilongjiang)
- G503: Wuchang (Heilongjiang) – Tongyu (Jilin)
- G504: Manjiang Fusong (Jilin) – Gongzhuling (Jilin)
- G505: Xifeng (Liaoning) – Naiman-Banner (Innere Mongolei)
- G506: Ji’an (Jilin) – Benxi (Liaoning)
- G507: Changhai (Liaoning) – Changxing (Liaoning)
- G508: Xiaochengzi, Chifeng (Innere Mongolei) – Hafen Caofeidian (Hebei)
- G509: Jingtanggang (Hebei) – Tongzhou (Peking)
- G510: Pailou, Weichang (Hebei) – Hinteres Qahar-Banner des Rechten Flügels (Innere Mongolei)
- G511: Rechtes Sonid-Banner (Innere Mongolei) – Zhangbei (Hebei)
- G512: Wanquan (Hebei) – Dalat (Innere Mongolei)
- G513: Linyi (Shandong) – Dezhou (Shandong)
- G514: Qihe (Shandong) – Handan (Hebei)
- G515: Dingzhou (Hebei) – Xun (Henan)
- G516: Zhanhua (Shandong) – Qingzhou (Shandong)
- G517: Penglai (Shandong) – Laixi (Shandong)
- G518: Hafen Lanshan, Rizhao (Shandong) – Dingtao (Shandong)
- G519: Yushe (Shanxi) – Lucheng (Shanxi)
- G520: Linfen (Shanxi) – Yan’an (Shaanxi)
- G521: Yuncheng (Shanxi) – Tongguan (Shaanxi)
- G522: Yuanqu (Shanxi) – Tongguan (Shaanxi)
- G523: Taizhou (Jiangsu) – Danyang (Jiangsu)
- G524: Changshu (Jiangsu) – Haining (Zhejiang)
- G525: Pinghu (Zhejiang) – Hangzhou (Zhejiang)
- G526: Shengsi (Zhejiang) Verbindungsstraße (Shengsi – Zhoushan)
- G527: Xiangshan (Zhejiang) – Lanxi (Zhejiang)
- G528: Longyou (Zhejiang) – Guangchang (Jiangxi)
- G529: Jinzhai (Anhui) – Yuexi (Anhui)
- G530: Huangshan (Anhui) – Hukou (Jiangxi)
- G531: Duchang (Jiangxi) Verbindungsstraße
- G532: Jiujiang (Jiangxi) – Gongqingcheng (Jiangxi)
- G533: Zhangshu (Jiangxi) – Fenyi (Jiangxi)
- G534: Changle (Fujian) – Wuping (Fujian)
- G535: Dingnan (Jiangxi) – Yizhang (Hunan)
- G536: Pingjiang (Hunan) – Xupu (Hunan)
- G537: Ningyuan (Hunan) – Lianzhou (Guangdong)
- G538: Jiangyong (Hunan) – Zhongshan (Guangxi)
- G539: Jiedong (Guangdong) – Nan’ao (Guangdong)
- G540: Maoyang (Hainan) – Jiusuo (Hainan)
- G541: Shiquan (Shaanxi) – Wuxi (Chongqing)
- G542: Guangyuan (Sichuan) – Wanzhou (Chongqing)
- G543: Shazhou, Qingchuan (Sichuan) – Nanba, Pingwu (Sichuan)
- G544: Jiuzhaigou (Sichuan) – Chuanzhusi (Sichuan)
- G545: Mao (Sichuan) – Deyang (Sichuan)
- G546: Naxi (Sichuan) – Xishui (Guizhou)
- G547: Yibin (Sichuan) – Xingwen (Sichuan)
- G548: Baima (Qinghai) – Wengda, Sêrtar (Sichuan)
- G549: Shimian (Sichuan) – Dêrong (Sichuan)
- G550: Siji, Yuexi (Sichuan) – Lugu, Mianning (Sichuan)
- G551: Qingxi, Zhenyuan (Guizhou) – Fengshan, Fuquan (Guizhou)
- G552: Libo (Guizhou) – Anlong (Guizhou)
- G553: Mengzi (Yunnan) – Yuanjiang (Yunnan)
- G554: Yongsheng (Yunnan) – Xiangyun (Yunnan)
- G555: Shidian (Yunnan) Verbindungsstraße (Yongde – Baoshan)
- G556: Zhen’an, Longling (Yunnan) – Ruili (Yunnan, grenzt an Myanmar)
- G557: Gonjo (Tibet) Verbindungsstraße (Jomda – Zhag’yab)
- G558: Biru (Tibet) – Banbar (Tibet)
- G559: Zayü (Tibet) – Mêdog (Tibet)
- G560: Mainling (Tibet) – Cona (Tibet)
- G561: Damxung (Tibet) – Lhasa (Tibet)
- G562: Jiyaquji, Baingoin (Tibet) – Yadong (Tibet, grenzt an Indien und Bhutan)
- G563: Sa’gya (Tibet) Verbindungsstraße (Lhazê – Sa’gya)
- G564: Burang (Tibet) Verbindungsstraße
- G565: Zanda (Tibet) Verbindungsstraße
- G566: Xiji (Ningxia) – Tianshui (Gansu)
- G567: Li (Gansu) – Kang (Gansu)
- G568: Lanzhou (Gansu) – Luqu (Gansu)
- G569: Mandela (Innere Mongolei) – Datong (Qinghai)
- G570: Yongchang (Gansu) Verbindungsstraße (Jinchang – Yongchang)
- G571: Subei (Gansu) – Bashikuergan, Qakilik (Xinjiang)
- G572: Guinan (Qinghai) – Chahannuo, Ulan (Qinghai)
- G573: Zêkog (Qinghai) – Heka, Xinghai (Qinghai)
- G574: Chidu (Qinghai) Verbindungsstraße
- G575: Laoyemiao (Xinjiang, grenzt an Mongolei) – Kumul (Xinjiang)
- G576: Beitun (Xinjiang) – Shihezi (Xinjiang)
- G577: Jinghe (Xinjiang) – Mongolküre (Xinjiang)
- G578: Künes (Xinjiang) – Nilka (Xinjiang)
- G579: Bay (Xinjiang) Verbindungsstraße
- G580: Aksu (Xinjiang) – Kangxiwar (Xinjiang)
- G581: Kaschgar (Xinjiang) – Irkeschtam (Xinjiang, grenzt an Kirgisistan)
- G601: Fuyuan (Heilongjiang) – Raohe (Heilongjiang)
- G602: Hulin (Heilongjiang) – Dongning (Heilongjiang)
- G603: Heihe (Heilongjiang) – Nenjiang (Heilongjiang)
- G604: Heihe (Heilongjiang) – Jiagedaqi (Heilongjiang/Innere Mongolei)
- G605: Huma (Heilongjiang) – Ulanhot (Innere Mongolei)
- G606: Wuchang (Heilongjiang) – Dunhua (Jilin)
- G607: Harbin (Heilongjiang) – Songyuan (Jilin)
- G608: Jalaid-Banner (Innere Mongolei) – Gongzhuling (Jilin)
- G609: Hunchun (Jilin) – Hafen Hunchun (Jilin, grenzt an Russland)
- G610: Hunchun (Jilin) – Shatuozi (Jilin, grenzt an Nordkorea)
- G611: Helong (Jilin) – Nanping (Jilin, grenzt an Nordkorea)
- G612: Manjiang (Jilin) – Linjiang (Jilin)
- G613: Shenyang (Liaoning) – Zhuanghe (Liaoning)
- G614: Chifeng (Innere Mongolei) – Hafen Jinzhou (Liaoning)
- G615: Yudaokou, Weichang (Hebei) – Zhangjiakou (Hebei)
- G616: Langfang (Hebei) – Xiong’an (Hebei)
- G617: Xiong’an (Hebei) – Cangzhou (Hebei)
- G618: Dezhou (Shandong) – Shijiazhuang (Hebei)
- G619: Dezhou (Shandong) – Jinzhong (Shanxi)
- G620: Jingxing (Hebei) – Mount Cangyan (Hebei)
- G621: Moguqi, Zalantun (Innere Mongolei) – Arxan (Innere Mongolei, grenzt an Mongolei)
- G622: Hulun Buir (Innere Mongolei) – Handagai (Innere Mongolei)
- G623: Manjur (Innere Mongolei) – Neues Linkes Bargu-Banner (Innere Mongolei)
- G624: Westliches Ujimqin-Banner (Innere Mongolei) – Hexigten (Innere Mongolei)
- G625: Östliches Ujimqin-Banner (Innere Mongolei) – Eren Hot (Innere Mongolei)
- G626: Wuliji (Innere Mongolei, grenzt an Mongolei) – Linkes Alxa-Banner (Innere Mongolei)
- G627: Ejin-Banner (Innere Mongolei) – Huluchigute (Innere Mongolei)
- G628: Lankao (Henan) – Wuhai (Innere Mongolei)
- G629: Wuhai (Innere Mongolei) – Xiji (Ningxia)
- G630: Hengshan (Shaanxi) – Ansai (Shaanxi)
- G631: Shangqiu (Henan) – Nanyang (Henan)
- G632: Yeji (Anhui) – Xinyang (Henan)
- G633: Siyang (Anhui) – Fuyang (Anhui)
- G634: Hafen Taicang (Jiangsu) – Pinghu (Zhejiang)
- G635: Wujiang (Jiangsu) – Wuhu (Anhui)
- G636: Wangjiang (Anhui) – Dawu (Hubei)
- G637: Taizhou (Zhejiang) – Shangrao (Jiangxi)
- G638: Qingtian (Zhejiang) – Xiamen (Fujian)
- G639: Mazu (Fujian) – Fuzhou (Fujian)
- G640: Guangchang (Jiangxi) – Changsha (Hunan)
- G641: Lianhua, Pingxiang (Jiangxi) – Xinhua (Hunan)
- G642: Wanning (Hainan) – Yangpu (Hainan)
- G643: Qinyuan (Shanxi) – Huozhou (Shanxi)
- G644: Ergun (Innere Mongolei) – Shiwei (Innere Mongolei, grenzt an Russland)
- G645: Fang (Hubei) – Xingshan (Hubei)
- G646: Badong (Hubei) – Laifeng (Hubei)
- G647: Yizhang (Hunan) – Jianghua (Hunan)
- G648: Qinzhou (Guangxi) – Chongzuo (Guangxi)
- G649: Napo (Guangxi) – Pingmeng (Guangxi)
- G650: Dongzhong (Guangxi) – Hafen Doongzhong (Guangxi, grenzt an Vietnam)
- G651: Dajiu Lake (Hubei) – Chengkou (Chongqing)
- G652: Yunyang (Chongqing) – Lichuan (Hubei)
- G653: Dianjiang (Chongqing) – Duyun (Guizhou)
- G654: Ganlong, Songtao (Guizhou) – Cengong (Guizhou)
- G655: Congjiang (Guizhou) – Libo (Guizhou)
- G656: Tiechang, Guiding (Guizhou) – Pingtang (Guizhou)
- G657: Anshun (Guizhou) – Luodian (Guizhou)
- G658: Yuchong, Dafang (Guizhou) – Puding (Guizhou)
- G659: Guanling (Guizhou) – Anlong (Guizhou)
- G660: Qu (Sichuan) – Huaying (Sichuan)
- G661: Leshan (Sichuan) – Ya’an (Sichuan)
- G662: Li (Sichuan) – Shimian (Sichuan)
- G663: Hongyuan (Sichuan) – Ninglang (Yunnan)
- G664: Dabba (Sichuan) – Shangri-La (Yunnan)
- G665: Pingwu (Sichuan) – Sungqu (Sichuan)
- G666: Jingtai (Gansu) – Lanzhou (Gansu)
- G667: Wuwei (Gansu) – Dingxi (Gansu)
- G668: Xiahe (Gansu) – Zêkog (Qinghai)
- G669: Tongren (Qinghai) – Guide (Qinghai)
- G670: Haidong (Qinghai) – Huangyuan (Qinghai)
- G671: Taibai, Heshui (Gansu) – Huachi (Gansu)
- G672: Wenshan (Yunnan) – Mengzi (Yunnan)
- G673: Jinping (Yunnan) – Jinshuihe (Yunnan, grenzt an Vietnam)
- G674: Yulong Xueshan (Yunnan) – Lijiang (Yunnan)
- G675: Jiuxiang (Yunnan) – Yiliang (Yunnan)
- G676: Donggan, Malipo (Yunnan) – Mengkang (Yunnan, grenzt an Laos)
- G677: Yiwu, Mengla (Yunnan) – Xinchang, Ximeng (Yunnan)
- G678: Fengwei, Zhenkang (Yunnan) – Jietou, Tengchong (Yunnan)
- G679: Wulasitai (Xinjiang, grenzt an Mongolei) – Qitai (Xinjiang)
- G680: Takeshiken (Xinjiang, grenzt an Mongolei) – Koktokay (Xinjiang)
- G681: Altay (Xinjiang) – Kanasi (Xinjiang)
- G682: Karamay (Xinjiang) – Alashankou (Xinjiang, grenzt an Kasachstan)
- G683: Gulja (Xinjiang) – Dulata (Xinjiang, grenzt an Kasachstan)
- G684: Mazha (Xinjiang) – Kunjirap (Xinjiang, grenzt an Pakistan)
- G685: Jeminay (Xinjiang) – Hafen Jeminay (Xinjiang, grenzt an Kasachstan)
- G686: Taschkorgan (Xinjiang) – Kalasu (Xinjiang, grenzt an Tadschikistan)
- G687: Tiemenguan (Xinjiang) – Aral (Xinjiang)
- G688: Tumxuk (Xinjiang) – Kunyu (Xinjiang)
- G689: Aral (Xinjiang) – Nantun (Xinjiang)
- G690: Tekes (Xinjiang) – Kalajun (Xinjiang)
- G691: Fukang (Xinjiang) – Himmlischer See von Tianshan (Xinjiang)
- G692: Shuanghu (Tibet) – Baingoin (Tibet)
- G693: Gêrzê (Tibet) – Baga (Tibet)
- G694: Jiru (Tibet) – Yadong (Tibet)
- G695: Lhünzê (Tibet) – Mazha (Xinjiang)
- G696: Basong Tso (Tibet) – Bahe (Tibet)
- G697: Damxung (Tibet) – Nam Co (Tibet)
- G698: Chun’an (Zhejiang) – Huangshan (Anhui)
- G699: Hongsibao (Ningxia) – Jingchuan (Gansu)
- G700: Lanping (Yunnan) – Fugong (Yunnan)
- G701: Baiyü (Sichuan) – Bomê (Tibet)